# Eoscarta karnyi
Eoscarta karnyi is een halfvleugelig insect uit de familie schuimcicaden (Cercopidae). De wetenschappelijke naam van deze soort is voor het eerst geldig gepubliceerd in 1928 door Schmidt.